# EDP Sciences
EDP Sciences (Édition Diffusion Presse Sciences) — издательство научной литературы, специализирующееся на издании литературы для специалистов и более широкой аудитории (широкой общественности, лиц, принимающих решения, учителей и т. д.). EDP издаёт журналы и книги, организует конференции и поддерживает веб-сайты преимущественно научного и технического содержания. Компания является совместным предприятием четырёх французских научных обществ, специализирующихся в области естественных наук, математики и медицины.

## История
Компания была основана в 1920 году под названием La Société du Journal de Physique et Le Radium. Таким образом, она взяла на себя публикацию журнала Journal de Physique (основанного в 1872 году) после его слияния с журналом Le Radium (основанным в 1904 году). Среди основателей были Société Française de Physique и несколько известных учёных и промышленников: Антуан Беклер, Луи де Бройль, Мария Кюри, Поль Ланжевен, Луи Люмьер, Жан Перрен и Леон Бриллюэн, а также покровители, такие как Альбер I, принц Монако.
Компания продолжала публиковать различные разделы Journal de Physique до 1980-х годов, после чего начала публиковать работы и в других областях физики, в частности, астрофизики. Компания также начала издавать книги.
В 1997 году издательство расширилось, чтобы выйти на другие научные рынки, и изменило свое название на Édition Diffusion Presse Sciences (часто сокращается до EDP Sciences, в том числе в собственных маркетинговых материалах компании).
Сегодня EDP Sciences издаёт по всему миру почти 50 бумажных и электронных журналов, а также поддерживает около сотни веб-сайтов и печатает множество ежегодников и монографий. Издательством совместно владеют четыре научных общества: Société Française de Physique, Société Chimique de France, Société de Mathématiques Appliquées et Industrielles и Société Française d'Optique. EDP поддерживает партнёрские отношения с другими европейскими издательствами, включая Cambridge University Press и Springer. Компания претендует на звание первого независимого французского издателя международных академических журналов.
Компания является издательской группой, состоящей из нескольких субъектов:
- Собственно EDP Sciences, издательство научных материалов;
- EDP Santé, медицинский филиал компании;
- EDP Open, платформа для журналов открытого доступа.

## Публикации
В рамках своих подразделений EDP Science издаёт литературу по следующим предметным областям: химия; математика и информатика; здоровье и стоматология; физика, астрономия и астрофизика; техника и технологии; социальные и гуманитарные науки; естественные науки.
Компания издаёт более 50 научных журналов, как бумажных, так и электронных, а также ряд профессиональных журналов (в основном на французском языке) в области физики (Photoniques, Europhysics News и др.) и медицинских наук (Audio Infos, Basse Vision Infos, L’Entreprise officinale, Orthophile, Indépendentaire и т. д.).
EDP Science управляет ежегодной публикацией нескольких сборников для студентов бакалавриата, других профессиональных и научно-популярных изданий, а также издаёт учебники для уровня магистратуры и выше.
| Название                                                | Темы                                                                                    | Научное партнерство                                         |
| ------------------------------------------------------- | --------------------------------------------------------------------------------------- | ----------------------------------------------------------- |
| Astronomy and Astrophysics                              | Астрономия и астрофизика, физика                                                        | Европейская южная обсерватория (ESO)                        |
| ESAIM: Control, Optimisation and Calculus of Variations | Математика и информатика                                                                | Société de Mathématiques Appliquées et Industrielles (SMAI) |
| ESAIM: Mathematical Modelling and Numerical Analysis    | Математика и информатика                                                                | Société de Mathématiques Appliquées et Industrielles (SMAI) |
| European Physical Journal Applied Physics (EPJ AP)      | Инженерия и технологии, Физика                                                          | CNRS — Европейское физическое общество (EPS)                |
| Hydroécologie appliquée                                 | Инженерия и технологии, социальные и гуманитарные науки, общие знания, науки о здоровье | EDF                                                         |
| Knowledge and Management of Aquatic Ecosystems (KMAE)   | Естественные науки                                                                      | Office national de l'eau et des milieux aquatiques (ONEMA)  |
| Mécanique et Industrie                                  | Инженерия и технологии, Физика                                                          | Association française de mécanique (AFM)                    |
| L’Orthodontie française                                 | Медицинские науки и стоматология                                                        | Société française d’orthopédie dento-faciale (SFODF)        |
| Parasite                                                | Естественные науки                                                                      | Société Française de Parasitologie                          |
| Revue d’Orthopédie Dento-Faciale                        | Медицинские науки и стоматология                                                        | Association de la Revue d’Orthopédie Dento-Faciale          |

## Открытый доступ
Издательство EDP Sciences поддерживает развитие журналов с открытым доступом. Часть его каталога журналов уже находится в полном (золотом) или частичном (зелёном) открытом доступе, и сайт SHERPA/RoMEO присвоил ему рейтинг «зелёного издателя». EDP также является членом Open Access Scholarly Publishers Association (OASPA), ассоциации издателей с публикацией в открытом доступе во всех научных и технических дисциплинах.

## Web of Conferences
Web of Conferences — это онлайн-портал, полностью посвящённый научным конференциям. Он публикует календарь международных встреч и все материалы конференций, опубликованные EDP Sciences. Он также предоставляет услуги по публикации научных работ.